# バウムクーヘン
バウムクーヘン（ドイツ語: Baumkuchen、バウム（木）ドイツ語発音: [baʊm] ( 音声ファイル)+クーヘン（ケーキの意）ドイツ語発音: [kuːxən] ( 音声ファイル)）は、中心に穴があり断面に樹木の年輪のような同心円状の模様が浮き出たドイツのケーキである。
「バームクーヘン」と表記されることもあるが、「バウムクーヘン」と表記するほうがドイツ語の発音に近い。

## 概要
年輪のような形状から日本では贈答品のひとつとして好まれ、結婚式や祝い事の引き出物として使われることが多い。日本人にとっては大正・昭和初期から知られ、ドイツを象徴する菓子のひとつと見なされているが、ドイツでは日本ほど一般的ではなく、駐日ドイツ大使館によれば、日本に赴任して初めて食べる職員も多いという。日本では高級品だけでなく、スーパーに並ぶほど安価な品も存在する。
菓子としての認知度は高いが、伝統的な製法が非常に特殊で専門装置や技能を要するため、一般的な菓子店では扱っていないことも多い。

## 製法

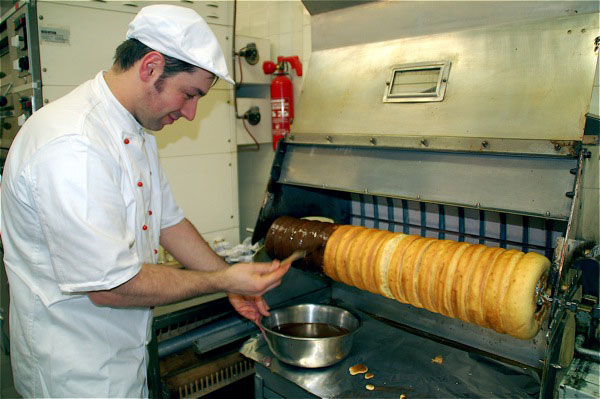
焼き上がったバウムクーヘンにチョコレートを塗り付ける作業

バウムクーヘンは製法が特殊であることから、普通のオーブンでは作れず、バウムクーヘン専用のオーブンが存在する。専用オーブンは生地を巻きつけるための芯と、芯を自動的に、あるいはハンドルを使用して手動で回転させる装置が上部にあり、下部に生地を焼き上げるバーナーが設置されている。庫内が密閉されて壁面からの輻射熱を利用する一般のオーブンと異なり、開放型となっており、直火で生地を焼き上げる。
バウムクーヘンの精密な年輪の形状は、職人の技術の高さを象徴するものである。
今日一般的な製法は18世紀ごろに成立したもので、生地は小麦粉、バター、全卵からなり、比率は1対1対2が基本である。伝統的な製法では、ベーキングパウダーは用いられない。その他の材料として、砂糖、蜂蜜、バニラ、マジパン、ラム酒、 ブランデー、砕いたナッツ類、ヌガーなどが適宜加えられる。芯になる棒の表面に生地を少量かけてバーナーで焼くと、表面に焼き色が付いた厚さ1 - 2mmの薄い層ができる。焼けた層の上に生地をかけながら焼くことを繰り返し、薄い層を10 - 20層程度重ねて作る。焼きあがった後に芯を抜いて輪切りにすると、バーナーであぶった際に出来た焼き色と内側の白い部分が層状に表れ木の年輪のように見える。精魂詰める作業とオーブンの直火の熱を正面で胸に受けるため、ドイツでは「バウムクーヘン焼きは長生きしない」と言われている。
表面にフォンダン、チョコレートなどをコーティングする場合もある。
バウムクーヘンを薄切りにして、さらに一口サイズに切り分けたものはバウムクーヘン・シュピッツェンと呼ばれる。
特殊な装置と技術が必要で、家庭で作るのは困難ともされた一方、家庭向けレシピも存在する。

## 歴史
原型は紀元前のギリシアまでさかのぼり、木の棒にパン生地を巻きつけて焼いたオベリアスというものであると考えられている。中世ポーランド＝リトアニア連合伝統のシャコティス（リトアニア語: Šakotis、あるいはセンカチュ（ポーランド語: Sękacz）とも）を基にした説、あるいは「ガトー・ア・ラ・ブロッシュ」を基にした説が存在しており、ドイツのザクセン=アンハルト州で元祖をめぐる争いがあったが、1920年に両店は同一人物に買い取られている。ドイツ東部地域、とくにドレスデン、コトブス、ザルツヴェーデルはいずれもドイツのバウムクーヘンの本場とみなされており、ザルツウェーデル式バウムクーヘンは2010年にEUの原産地名称保護認証を受けた。
日本では第一次世界大戦の捕虜として来日したドイツ人の菓子職人カール・ユーハイムによって持ち込まれ、1919年（大正8年）3月4日に広島物産陳列館（後の原爆ドーム）で開催されたドイツ作品展示即売会において販売されたのが最初である。このことを記念して、毎年3月4日は「バウムクーヘンの日」と決められている。カールは第一次大戦後日本で菓子店を開き、当時はピラミッドケーキという名前で販売されていたが、1960年代からバウムクーヘンの名で知られるようになった。彼の事業を継承する株式会社ユーハイムは、現在も売上300億円の2割程度を占める主力商品としてバウムクーヘンの製造を続けている。そのほか、小規模ながら人気を集める専門メーカー、袋菓子として廉価に全国販売を行うメーカーも多く、日本におけるバウムクーヘンはドイツをしのぐ一般的な普及をみている。
ドイツでは、二度の世界大戦の影響などで職人による技術継承ができず廃れてしまった地域も多い。実際にコトブスでは伝統的な製法の再現ができず、再現のためにユーハイムの指導を仰いだ。

## 各国におけるバリエーション

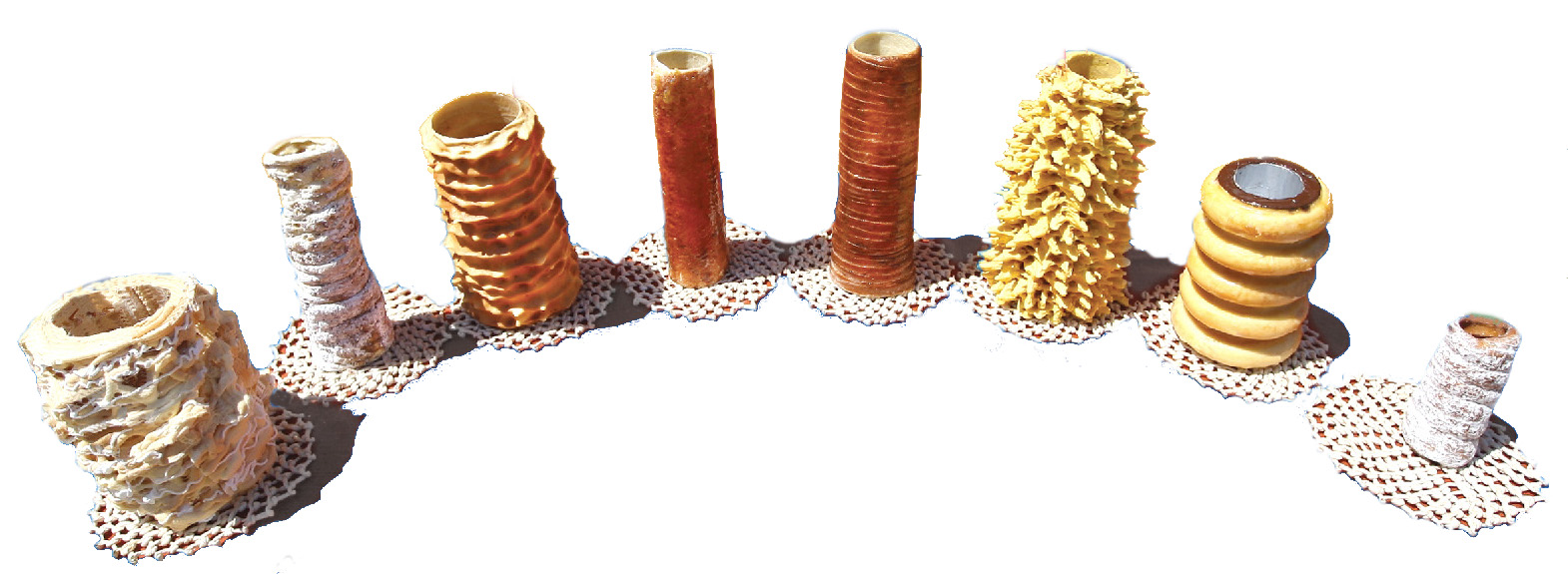
各地のバリエーション

- オーストリア - プリューゲルクラプフェン（Prügelkrapfen）という名で知られる。
- ルクセンブルク - バームクーフ（Baamkuch）と呼ばれ、結婚式などの特別なときに食べられる伝統的な食品になった。
- スウェーデン - スペッテカカ（Spettekaka）という名で知られる。
- チェコ、スロバキア - トゥルデルニーク（Trdelník）という名で知られる。筒に巻きつけて焼く。
- ハンガリー - クルトシュ（Kürtős kalács）という芯を用いて作るケーキがある。
- ポーランド - 地域特有のシャコティス（Šakotis）であるセンカチュ（Sękacz）が著名である。
- リトアニア - 同じくシャコティスがある。

## 参考画像

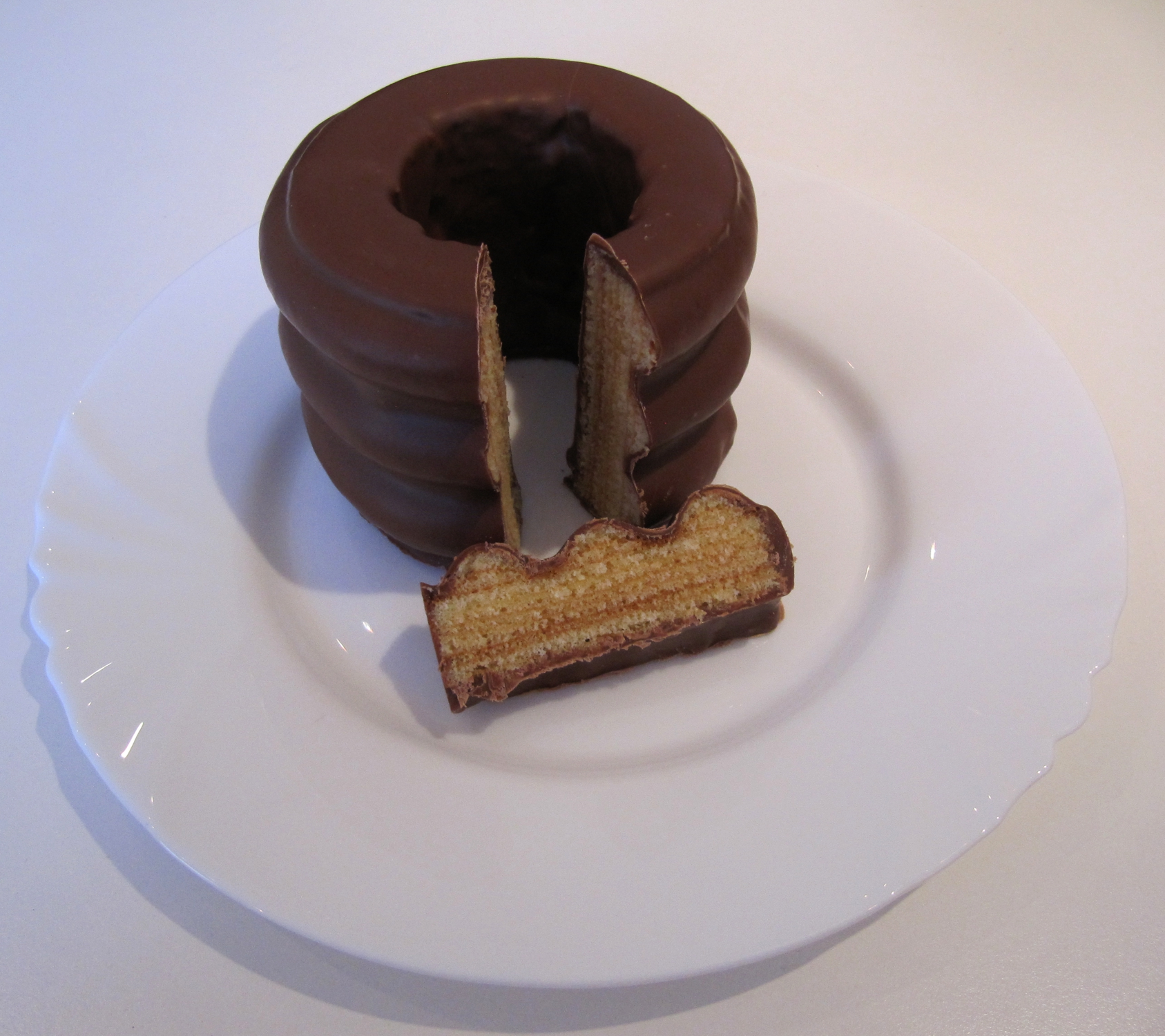
チョコレートでコーティングされたバウムクーヘン
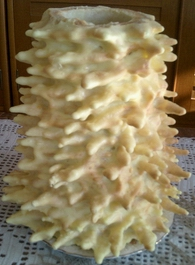
リトアニア／ポーランドのシャコティス／センカチュ